# Clintwood
Clintwood é uma cidade  localizada no estado norte-americano de Virginia, no Condado de Dickenson.

## Demografia
Segundo o censo norte-americano de 2000, a sua população era de 1549 habitantes.
Em 2006, foi estimada uma população de 1517, um decréscimo de 32 (-2.1%).

## Geografia
De acordo com o United States Census Bureau tem uma área de
4,9 km², dos quais 4,9 km² cobertos por terra e 0,0 km² cobertos por água. Clintwood localiza-se a aproximadamente 664 m acima do nível do mar.

## Localidades na vizinhança
O diagrama seguinte representa as localidades num raio de 20 km ao redor de Clintwood.